# Ali Kafi
Ali Hussain Kafi (M'Souna, wilaya de Constantina, 17 de octubre de 1928 - 16 de abril de 2013) fue un político argelino, antiguo militante del Frente de Liberación Nacional (FLN) y presidente de su país entre 1992 y 1994.

## Biografía
Nació en una localidad cercana a la ciudad de El Harrouch, en una familia de pequeños campesinos afiliada a la célebre confraternidad musulmana Rahmania. Su padre, Cheikh El Hocine, que se encargó de su educación, le impartió asimismo la enseñanza religiosa. En 1946, fue enviado a una reputada escuela coránica de Constantina, el Instituto Kettenia. Marcado por las masacres de Setif de 1945, adhirió rápidamente a las ideas nacionalistas del Partido del Pueblo Argelino (PPA) y formó con otros estudiantes una célula militante. Diplomado como “El Ahlia” en 1950, partió a Túnez a reforzar su formación en la gran universidad islámica de la Mezquita Zitouna. Allí frecuentó los medios nacionalistas tunecinos y participó en varias acciones militantes. Expulsado de Túnez en 1952, purgó por entonces una pena de seis meses de prisión por sus actividades.

## Militante nacionalista
Una vez liberado, reemprendió sus actividades nacionalistas, y fue nombrado docente en una escuela libre de Skikda, sostenida por el Movimiento por el triunfo de las libertades democráticas (MTLD). El 1.º de noviembre de 1954, al estallar la guerra de Argelia, fue contactado por Didouche Mourad, responsable de la zona II del FLN (norte de Constantina). Intensificó entonces su acción militante en Skikda y se unió al Ejército de liberación nacional (ALN). Bajo las órdenes de Youcef Zighoud, a la cabeza de la wilaya II tras la muerte de Mouras, participó en la insurrección de Constantina de 1955, entrando a la lucha armada. En agosto de 1956, formó parte de la delegación de la wilaya II en el Congreso de La Soummam, que puso en funcionamiento las estructuras administrativas y militares del movimiento independentista. Pasó entonces a ser militar, luego coronel, y finalmente comandante de la wilaya de 1957 a 1959. En mayo de este último año, formó parte del grupo de diez coroneles encargados de la organización de las operaciones militares del ALN en Túnez, donde se instaló hasta la independencia argelina. Durante la crisis del verano de 1962, apoyó al Gobierno provisorio de la República argelina, de Benyoucef Benkhedda, frente al buró político del FLN de Ahmed Ben Bella.

## Hombre político
Tras la independencia, fue nombrado embajador de Argelia en varios países, en el Líbano en 1963, en Siria en 1966, en Túnez en 1975 (y, el mismo año, representante argelino en la Liga Árabe por entonces instalada en la ciudad de Túnez), e igualmente en Egipto, Irak e Italia. En 1990 se convirtió en secretario general de la Organización nacional de Muyahidines (combatientes argelinos durante la guerra de Argelia). 
El 14 de enero de 1992, tras la destitución del presidente Chadli Bendjedid, el ejército puso en funcionamiento un Alto Comité de Estado (ACE), órgano provisorio de la gestión del Estado, y Ali Kafi fue nombrado miembro del mismo, junto a Khaled Nezzar, Ali Haroun, Tedjini Haddam y Mohammed Boudiaf, que lo presidía. En pleno “decenio negro”, el 2 de julio de 1992 sucedió a Boudiaf, asesinado, en la presidencia del ACE. Asumiendo una actitud cada vez más osada, emprendió sin concertación previa un diálogo con los partidos políticos, por lo que una conferencia del ACE decidió reemplazarlo. Entregó entonces los poderes de jefe de Estado a Liamine Zéroual, el 30 de junio de 1994.
Ali Kafi publicó sus memorias en 2002, en una obra titulada “Del militante político al dirigente militar”, en la que vuelve sobre numerosas zonas oscuras de la “revolución argelina”, obra por la que será duramente criticado, sobre todo por sus revelaciones, juzgadas ofensivas, entre otros sobre Abane Ramdane.
| Predecesor: Mohammed Boudiaf | Presidente de Argelia 1992-1994 | Sucesor: Liamine Zéroual |